# Urotrygon peruanus
Urotrygon peruanus är en rockeart som beskrevs av Hildebrand 1946. Urotrygon peruanus ingår i släktet Urotrygon och familjen Urotrygonidae. Inga underarter finns listade i Catalogue of Life.

## Bildgalleri

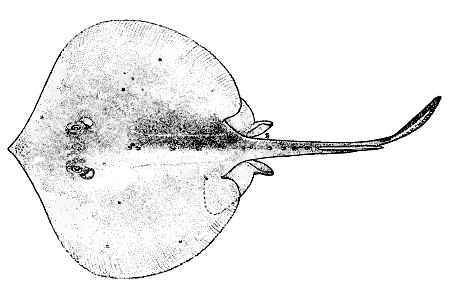